# New Franklin (Ohio)
New Franklin es una ciudad ubicada en el condado de Summit en el estado estadounidense de Ohio. En el Censo de 2010 tenía una población de 14227 habitantes y una densidad poblacional de 205,9 personas por km².

## Geografía
New Franklin se encuentra ubicada en las coordenadas 40°57′15″N 81°35′6″O / 40.95417, -81.58500. Según la Oficina del Censo de los Estados Unidos, New Franklin tiene una superficie total de 69.1 km², de la cual 64.84 km² corresponden a tierra firme y (6.15%) 4.25 km² es agua.

## Demografía
Según el censo de 2010, había 14227 personas residiendo en New Franklin. La densidad de población era de 205,9 hab./km². De los 14227 habitantes, New Franklin estaba compuesto por el 97.73% blancos, el 0.58% eran afroamericanos, el 0.15% eran amerindios, el 0.4% eran asiáticos, el 0.02% eran isleños del Pacífico, el 0.16% eran de otras razas y el 0.96% pertenecían a dos o más razas. Del total de la población el 0.83% eran hispanos o latinos de cualquier raza.